# تیم ملی فوتبال اسکاتلند
تیم ملی فوتبال اسکاتلند(به انگلیسی: scotland national football team)، نماینده کشور اسکاتلند در مسابقات بین‌المللی فوتبال محسوب می‌شود. این تیم زیر نظر اتحادیه فوتبال اسکاتلند فعالیت می‌کند. اسکاتلند به همراه انگلستان، قدیمی‌ترین تیم‌های ملی فوتبال جهان را دارا هستند و آنها نخستین مسابقه فوتبال بین‌المللی را در سال ۱۸۷۲، برگزار کردند.
تیم ملی اسکاتلند فقط یک بار مقابل تیم ملی ایران بازی کرده است که آن هم در چارچوب مسابقات جام جهانی 1978، بوده است. اسکاتلند در این مسابقات، تنها تیم از بریتانیا بود که جواز حضور در جام جهانی را به دست آورده بوده که با توجه به حضور بازیکنان سرشناس، از مدعیان قهرمانی به شمار می رفت اما پایینتر از ایران در قعر جدول به کار خود پایان داد.
نتیجه این مسابقه برخلاف انتظار همگان، ۱-۱ شد. در این بازی ابتدا با گل به خودی آندارنیک اسکندریان اسکاتلند پیش افتاد ولی ایرج دانایی فرد با زدن اولین گل ایران در تاریخ جام جهانی، نتیجه را به تساوی کشاند. 

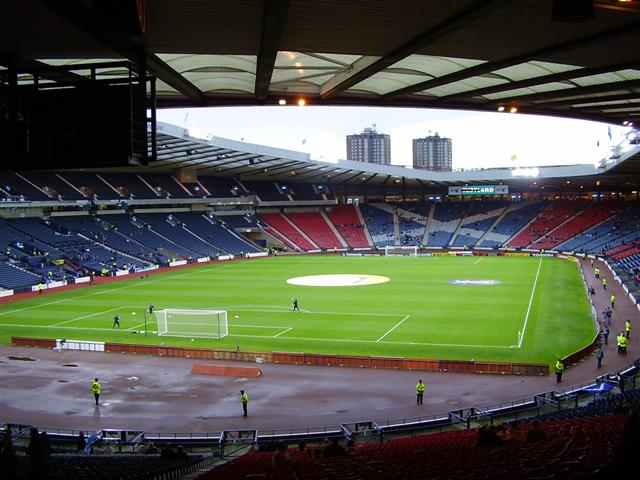
ورزشگاه همپدن پارک محل برگزاری بازی‌های تیم ملی اسکاتلند